# Refuge de Blair
Hospice de Blair, Cabane de Blair, Château de Blair
Le refuge de Blair, aussi appelé hospice de Blair, cabane de Blair ou de manière ironique château de Blair, est un ancien refuge de montagne situé au Montenvers, dans le massif du Mont-Blanc, au-dessus de Chamonix. Simple abri sommaire édifié en 1779, il est utilisé par les premiers touristes de la vallée de Chamonix qui viennent admirer la Mer de Glace s'étendant en contrebas du site. L'augmentation du flux de visiteurs et sa rusticité poussent plusieurs personnalités des arts et des sciences à construire quelques années plus tard à proximité le Temple de la Nature, bâtiment plus adapté à l'accueil de visiteurs.

## Architecture
Le refuge est un simple bâtiment bas, quadrangulaire, en pierre sèche de granit et au toit à charpente en bois double pente d'après les représentations de l'époque. L'édifice est implanté à 1 920 mètres d'altitude, au Montenvers, appelé à l'époque « Montan Vert » ou « Montanvert », point de vue sur la Mer de Glace et les sommets environnants sur l'ubac des aiguilles de Chamonix, au nord-est de Chamonix, alors simple village de montagne à l'époque, et au sud-est des hameaux des Praz et des Bois. Il est accessible depuis Chamonix par un sentier de près de 900 mètres de dénivelé tracé sur le flanc de la montagne de Blaitière à travers la forêt. Le site fait à l'époque partie des États de Savoie, dans la province du Faucigny qui passe définitivement sous contrôle français avec l'annexion de 1860.
La petite plateforme où se trouvait le bâtiment existe toujours, juste au-dessus du Temple de la Nature, lui-même juste au-dessus de l'hôtel du Montenvers, lui-même également juste au-dessus du Grand Hôtel du Montenvers, le long des rails du chemin de fer du Montenvers et non loin du Glaciorium, à l'endroit ou les sentiers du Grand Balcon Nord et du chemin du Montenvers se rejoignent ; la gare terminus du chemin de fer, la télécabine de la Mer de Glace, la galerie des Cristaux, les terrasses d'observation et les commodités touristiques du Montenvers se trouvent à quelques dizaines de mètres plus au sud. Une petite pyramide avec des plaques commémoratives s'élève à l'emplacement du bâtiment.

## Histoire

Gouache par Jean-Antoine Linck dépeignant le Montenvers et son panorama sur la Mer de Glace avec des visiteurs devant le Temple de la Nature et derrière lui le refuge de Blair.

Jusqu'alors inexploré hormis par quelques cristalliers, le massif du Mont-Blanc en général et le secteur de la Mer de Glace en particulier — Jardin de Talèfre, lac du Tacul, glacier du Géant — commencent à être visités à partir de 1775. Afin d'offrir un abri à ces naturalistes et premiers alpinistes, Charles Blair, un expatrié anglais installé à Genève, édifie le refuge en 1779, pour un coût de quatre guinées. Sa fonction d'abri, son emplacement et l'année précoce de son édification font qu'il peut être qualifié de « premier refuge alpin ». Ses premiers occupants y font simplement étape sur leur trajet entre Chamonix et les secteurs plus en altitude mais avec l'intérêt croissant pour le milieu montagnard et l'alpinisme dans ce tourisme naissant, de plus en plus de visiteurs en villégiature à Chamonix font du refuge une destination d'excursion à la journée,. Ces personnes, généralement fortunées, urbaines et érudites, sont alors fortement impressionnées par les sommets des Drus, des Grandes Jorasses et des aiguilles de Chamonix dominant la Mer de Glace. Celle-ci connait alors depuis quelques dizaines d'années une crue en raison du petit âge glaciaire. Sa surface se trouve ainsi juste en-dessous du Montenvers et sa langue terminale — appelée « glacier des Bois » — débouche dans la vallée de Chamonix ; le glacier est alors plus épais de près de 300 mètres et plus long d'environ trois kilomètres par rapport au début du XXIe siècle.
L'intérêt croissant des touristes pour ce site rend rapidement le bâtiment inadapté à la fréquentation, d'autant plus qu'il offre un confort plus que sommaire, son intérêt se limitant à offrir un abri de fortune en cas d'intempéries ou pour la nuit,. Le Temple de la Nature est alors édifié en 1795 à l'initiative de l'érudit suisse Marc-Théodore Bourrit soutenu par plusieurs personnalités françaises et suisses des arts et des sciences et le refuge de Blair sert d'étable et de bâtiment annexe jusqu'à son délabrement progressif et sa destruction en 1812. Le Temple de la Nature sera quant à lui supplanté en 1840 par l'hôtel du Montenvers, lui-même remplacé en sa qualité de refuge par le Grand Hôtel du Montenvers en 1880.
De nombreuses personnalités se sont rendues au Montenvers et ont ainsi visité le refuge telles l'homme de lettres allemand Goethe, l'historien britannique William Coxe ou encore le naturaliste suisse Horace Bénédict de Saussure.

## Dans la culture

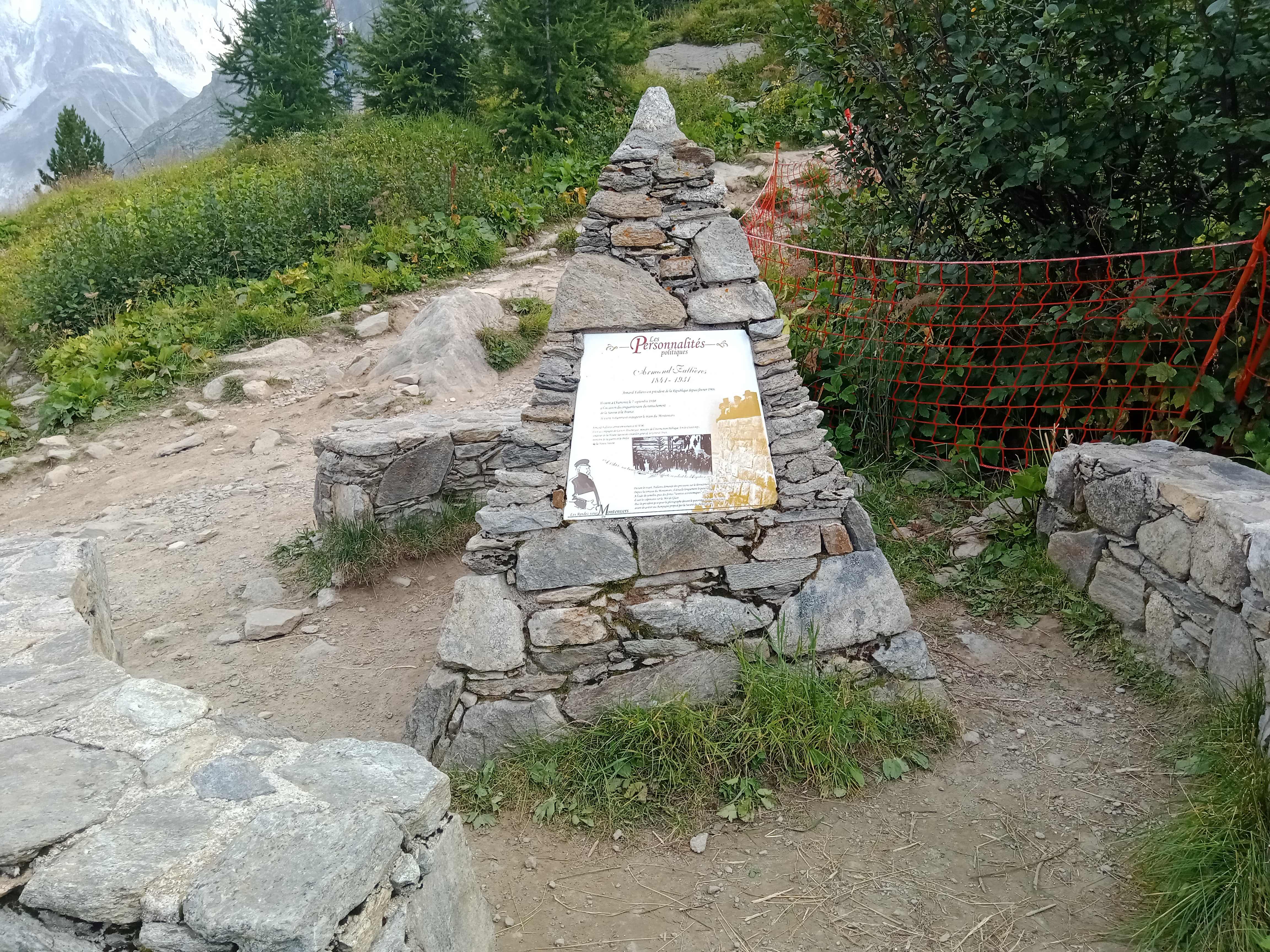
Monument érigé à l'emplacement du refuge de Blair.

Les aquarelles Blair's Hut on the Montenvers de l'artiste britannique Joseph Mallord William Turner exécutées en 1802 et 1806 pour les différentes versions dépeignent le refuge dont le toit se détache nettement sur la ligne de crête du Montenvers depuis le point de vue sur la Mer de Glace.
Dans Frankenstein ou le Prométhée moderne de Mary Shelley, le refuge est la « cabane sur la montagne » où le Monstre raconte son histoire à Victor Frankenstein dans le deuxième tome du roman publié en 1818. La romancière britannique s'est inspirée de cette ambiance romantique des débuts du tourisme montagnard au cours de sa visite à Chamonix dans le cadre de son séjour sur les bords du Léman non loin de Genève entre 1816 et 1818 ; cependant, le refuge n'existait déjà plus lors de son passage car totalement détruit en 1812.